# Mazzo
Das Mazzo, auch Mazze, Mezzo oder Mazo, war ein Zählmaß und bedeutete 50 Stück. Der Begriff bedeutet so viel wie Pack oder Gebinde von zählbaren Handelswaren. Das Maß war in Konstantinopel und in Mexiko in Nordamerika im Gebrauch. In Mexiko verwendete man das Maß beim Vanilleschotenhandel. Ein Mazo Vanilleschoten war hier ein Paket mit 50 Stück. 20 dieser Pakete waren ein Millar oder ein Tausend.
- 1 Mazzo = 50 Stück